# Whitelaw
Whitelaw és una població dels Estats Units a l'estat de Wisconsin. Segons el cens del 2000 tenia 730 habitants.

## Demografia
Segons el cens del 2000, Whitelaw tenia 730 habitants, 278 habitatges, i 205 famílies. La densitat de població era de 503,3 habitants per km².
Dels 278 habitatges en un 33,1% hi vivien nens de menys de 18 anys, en un 62,9% hi vivien parelles casades, en un 6,8% dones solteres, i en un 25,9% no eren unitats familiars. En el 20,5% dels habitatges hi vivien persones soles l'11,5% de les quals corresponia a persones de 65 anys o més que vivien soles. El nombre mitjà de persones vivint en cada habitatge era de 2,62 i el nombre mitjà de persones que vivien en cada família era de 3,02.
Per edats la població es repartia de la següent manera: un 26,2% tenia menys de 18 anys, un 7,7% entre 18 i 24, un 30,5% entre 25 i 44, un 22,9% de 45 a 60 i un 12,7% 65 anys o més.
L'edat mediana era de 36 anys. Per cada 100 dones de 18 o més anys hi havia 98,9 homes.
La renda mediana per habitatge era de 51.029 $ i la renda mediana per família de 53.036 $. Els homes tenien una renda mediana de 36.971 $ mentre que les dones 25.833 $. La renda per capita de la població era de 20.249 $. Aproximadament el 3,5% de les famílies i el 5,4% de la població estaven per davall del llindar de pobresa.

## Poblacions més properes
El següent diagrama mostra les poblacions més properes.